# Lorenzo Perosi
(Giacomo Puccini)
Monsignor Lorenzo Perosi (Tortona, 21 dicembre 1872 – Roma, 12 ottobre 1956) è stato un presbitero, compositore e direttore di coro italiano.

mons. Lorenzo Perosi

Autore di musica sacra, noto per i suoi oratori, le sue messe polifoniche e i suoi mottetti, fu un compositore molto prolifico. Perosi è considerato inoltre la guida e l'esponente principale del cosiddetto Movimento Ceciliano.
Negli oratori di Perosi si fondono tracce veristiche, richiami alla grande polifonia rinascimentale, costruzioni barocche e ispirazioni gregoriane. Esordì con la cantata In coena Domini il cui successo gli procurò un'immediata fama e popolarità.
Scrisse anche molta musica liturgica, soprattutto messe (oltre 50) e mottetti (oltre 300).
In quest'ambito il linguaggio di Perosi, lungi da ogni eco romantica, si caratterizza per uno stile polifonico scorrevole sorretto da una spontanea freschezza melodica.
Fu anche autore di musica da camera, composizioni per orchestra e pagine organistiche.

## Biografia

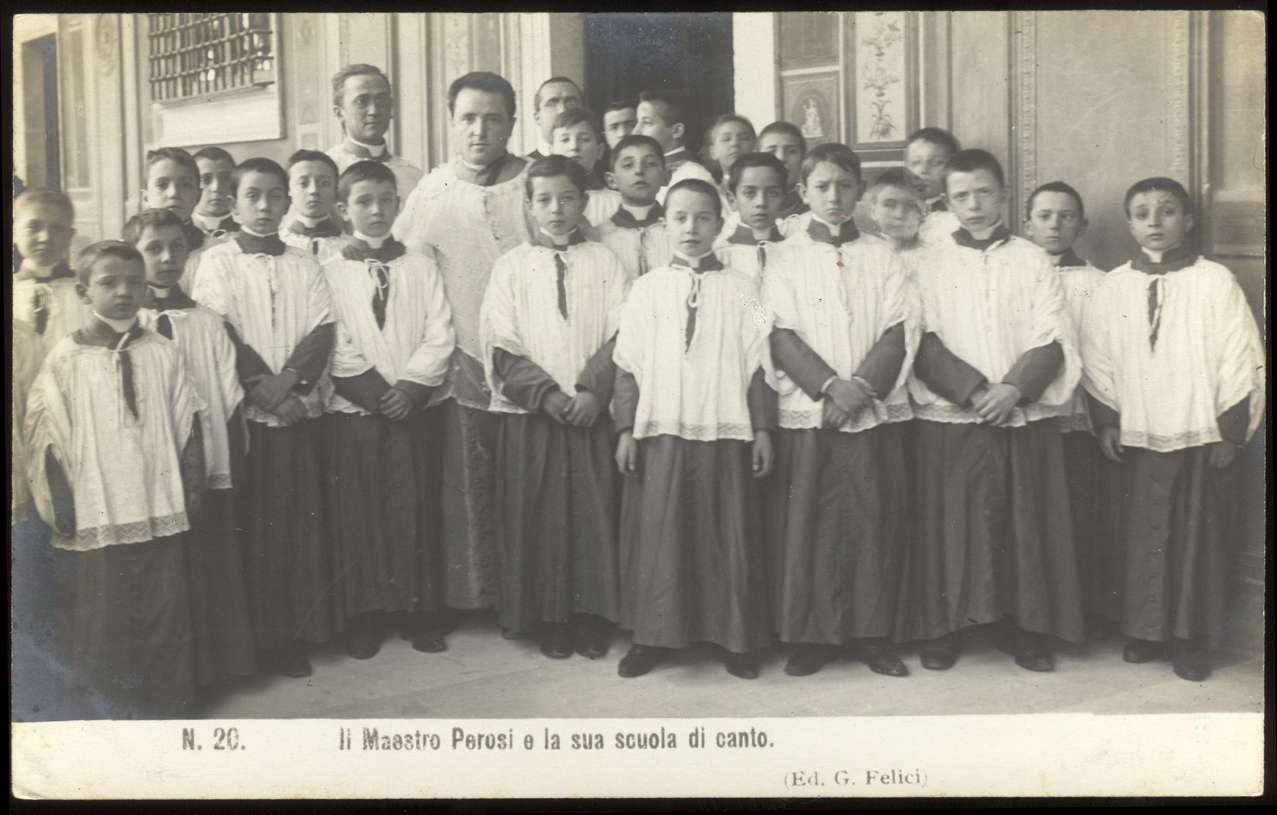
Perosi con il suo Coro della Cappella Sistina (c. 1905).

Don Lorenzo Perosi accademico d'Italia

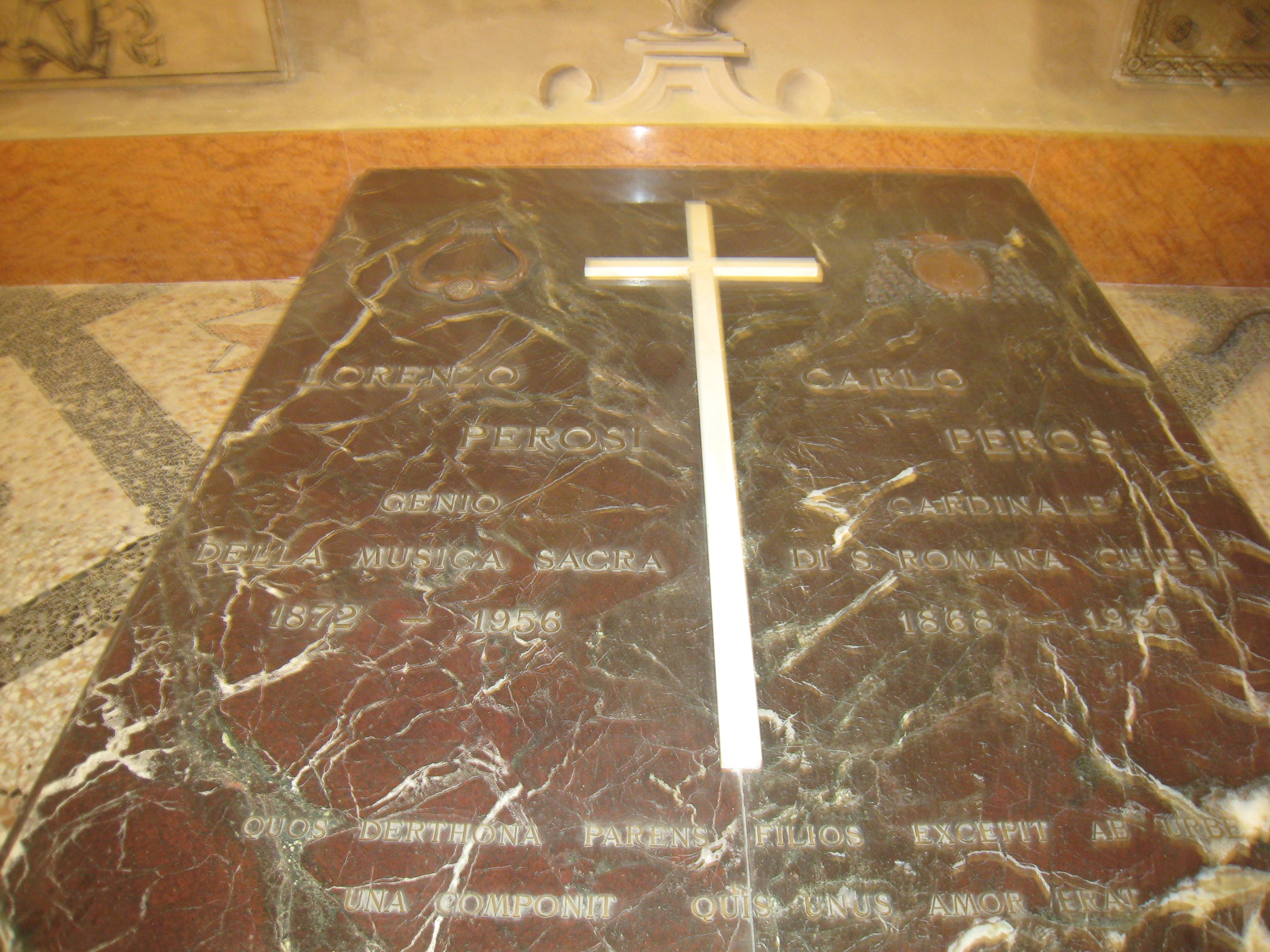
Tomba di Lorenzo Perosi e di suo fratello, il cardinale Carlo Perosi, nel Duomo di Tortona.

Tra gli antenati di Perosi, originari dell'alto Lodigiano, si trovano molti musicisti: nel 1787 Giuseppe Perosi era organista della parrocchiale di Lodi Vecchio, e a lui succedettero Antonio Perosi nel 1826 e Dionigi Perosi nel 1832.
Quest'ultimo, nonno di Lorenzo, si trasferì poi a Mede Lomellina. Fu il padre Giuseppe, maestro di cappella del duomo di Tortona con il quale studiò, a infondere la passione per la musica a lui e agli altri cinque figli (tra cui il compositore Marziano e il cardinale Carlo). Il 6 marzo 1887 Lorenzo si fece terziario francescano. Nel 1888 sostenne con esito positivo un esame di valutazione al Liceo Musicale di Santa Cecilia di Roma, l'attuale Accademia Nazionale di Santa Cecilia, e iniziò a seguire un corso di studi per corrispondenza con il Conservatorio di Milano.
A 18 anni divenne organista e maestro di canto presso l'Abbazia di Montecassino, posto che lascerà nel 1891 per motivi di salute. L'anno successivo si diplomò alla scuola di contrappunto del Conservatorio di Milano e successivamente fece un soggiorno di studi a Ratisbona con Franz Xaver Haberl. Nel dicembre 1893 divenne maestro di cappella a Imola e nel 1894 direttore della "Cappella Marciana" della Basilica di San Marco a Venezia. "La mia carriera incominciò ad Imola" disse Perosi, che iniziò in quella città a pubblicare i suoi primi lavori. Dopo gli studi seminaristici, durante i quali conobbe don Orione, divenendone amico, fu ordinato sacerdote nel 1895.
Nel 1898 papa Leone XIII nominò Perosi Direttore Perpetuo della Cappella Musicale Pontificia Sistina, ultimo coro di voci bianche composto da cantori evirati. Perosi ricoprì questo ruolo fino alla morte, con il prof. Antonio Comandini come Direttore Pro Tempore.
In contrasto con i cantori evirati, introdusse nel coro fanciulli cantori, espellendone gli oramai esigui cantori evirati, affiancandoli ai falsettisti già facenti parte del coro.
Sempre nel 1898 compose la prima Passione Secondo S. Marco; altri oratori apparvero in rapida successione. La fama di Perosi in quest'epoca era inaudita, talché i critici coniarono il termine "Il Momento Perosiano". Oltre alla sua fama fra le masse, Perosi godeva del rispetto di tanti importanti compositori, inclusi Puccini, Mascagni, Boito, Massenet, Guilmant, anche Janáček.
Nel 1903 iniziò a soffrire di disturbi nervosi, cui si aggiunsero negli anni manie di persecuzione. Nel 1908, dopo la morte del padre, attraversò una profonda crisi (nel corso della quale ripudiò tutta la musica composta fino ad allora) che lo portò - su consiglio dei medici - a trascorrere un periodo a Bandino, presso Firenze.
Nel 1910 la sua salute registrò un miglioramento che gli consentì di riprendere totalmente le sue attività, ma un'ulteriore crisi nel 1913 lo portò nuovamente a ritenere "superate" le sue opere; la direzione della Cappella Sistina fu interinalmente assunta, nei periodi di malattia più acuta, dal fratello Marziano e da monsignor Raffaele Casimiri. Nel 1922 attraversò una crisi spirituale e religiosa, aggravata dalla morte della madre: temendo che potesse distruggere i suoi manoscritti, venne dichiarato interdetto con sentenza del Tribunale di Roma, su richiesta dei fratelli assistiti dall'avvocato Adriano Belli. L'anno successivo iniziò ad osservare un regime strettamente vegetariano, si firmò "Piero Piolti il vegetariano" e vagheggiò una riforma del calendario.
Le sue condizioni di salute, peraltro, non gli impediranno di comporre e dirigere, come avvenne, ad esempio, quando, il 19 gennaio 1925, presenti i Reali, nella chiesa di Santa Maria degli Angeli a Roma diresse la Messa funebre ufficiale in memoria di Giacomo Puccini, scomparso il 29 novembre 1924. Nel 1930 fu revocato il decreto di interdizione e, su proposta di Pietro Mascagni, venne nominato Accademico d'Italia; tre anni dopo riprese la direzione attiva della Cappella Sistina e nel 1936 papa Pio XI gli concesse nuovamente il permesso di celebrare la messa.
Nell'aprile del 1946, in occasione del Congresso della Democrazia Cristiana a Roma, compose l'inno ufficiale della DC.
Ebbe quindi inizio un ultimo periodo di fervida attività che lo portò anche a dirigere per la Radio Italiana e per la Radio Vaticana e che vide le sue composizioni eseguite nei maggiori teatri nazionali e all'estero. 
Nel marzo 1954 fu colpito da disturbi circolatori e le sue condizioni di salute peggiorarono progressivamente. Il 12 marzo 1955, nell'anniversario dell'incoronazione di papa Pio XII, diresse per l'ultima volta un'esecuzione alla Cappella Sistina e il 12 ottobre 1956 morì all'età di 83 anni.

## La formazione gregoriana

Perosi e Toscanini, a Milano per la prima mondiale del Mosè (1901)

Fin dal periodo trascorso nella dotta cerchia benedettina di Montecassino, ovvero fra il novembre 1890 e il luglio 1891, coltivò il proprio amore verso il canto gregoriano e iniziò ben presto a contribuire alla rinascita ottocentesca di tale forma musicale.
Ebbe una parte di rilievo - per la collaborazione prestata a papa Pio X - nella Riforma della musica sacra, promulgata col "Motu proprio" del 1903 e recepita dall'Edizione vaticana: raccolta del patrimonio gregoriano ordinato nei vari libri liturgici. Pio X aveva conosciuto per la prima volta Perosi quando i due erano, rispettivamente, Patriarca di Venezia e direttore della Cappella Marciana, e ne apprezzò la sensibilità musicale.
Il suo gusto per l'antico canto liturgico, oltre a tradursi in esplicite "citazioni" di motivi gregoriani, sequenze e laude, testualmente ripresi e spesso elaborati in forma di "corale", ebbe riflessi ben avvertibili sul piano della creatività musicale: il suo linguaggio sembra spesso restituire in modo naturale l'essenza, la misura ideale del gregoriano, a partire dalle sue inclinazioni modali e dall'uso di un ritmo libero, teso a scandire melodicamente le parole e le frasi del testo.

## Altri elementi del linguaggio perosiano

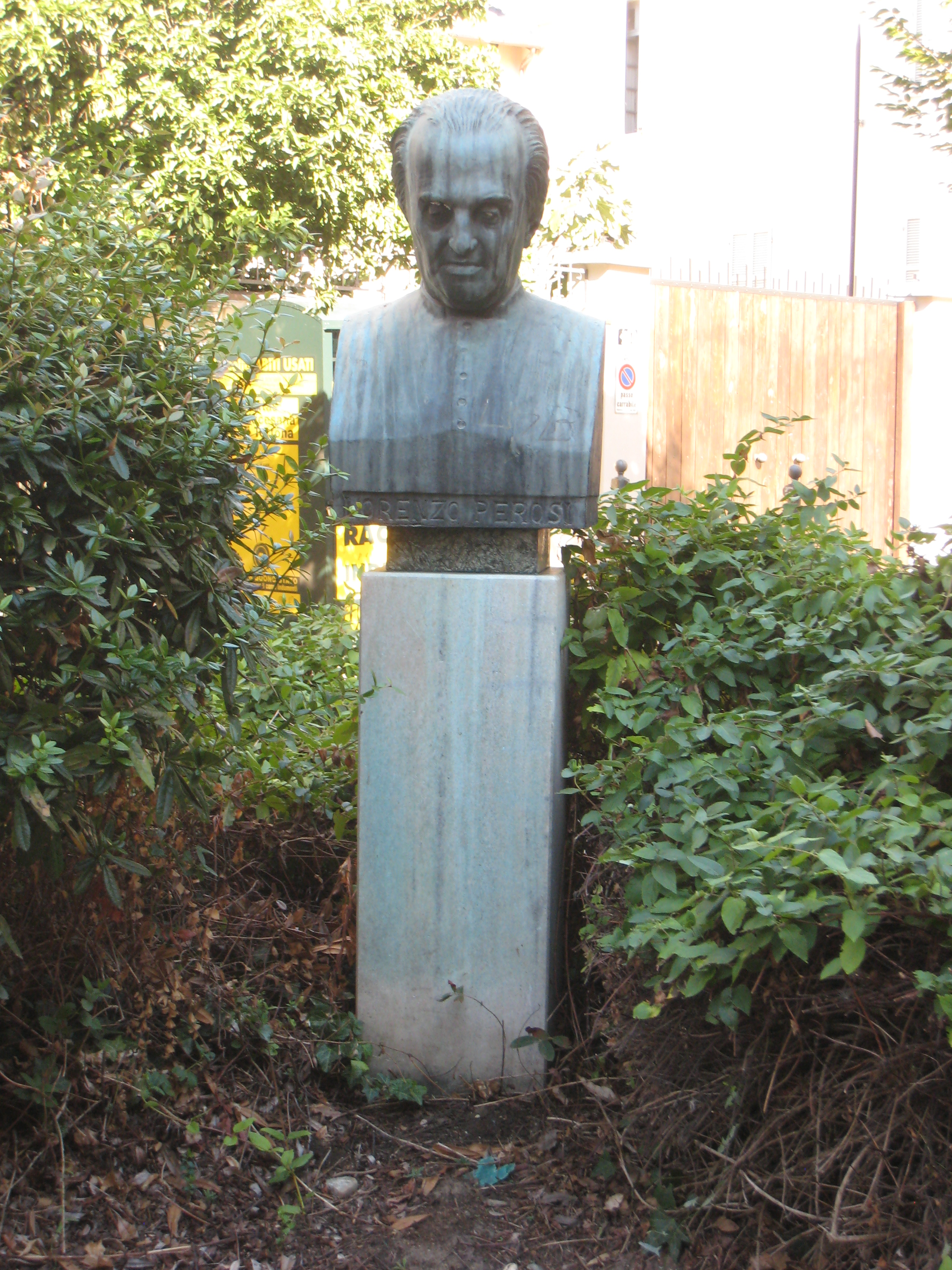
Busto di Lorenzo Perosi nel centro storico di Tortona.

Perosi dà vita al proprio stile compositivo e al proprio linguaggio musicale miscelando diversi elementi, tra cui l'ispirazione gregoriana.
Alla radice dell'arte liturgica e sacra di Perosi c'è il senso del "popolare" e del "sociale": spesso le sue opere restituiscono espressioni di stati psicologici ed affettivi a livello "comunitario". Forse anche per questo, egli rifugge dagli schemi classici dello sviluppo tematico di temi ricorrenti: anche quando il compositore riprende nel corso di un'opera un tema già prodotto in precedenza, difficilmente si tratta di una ripresa testuale, ma spesso e volentieri presenta uno scarto, un elemento che fa pensare ad un "discorso aperto".
Nessun contatto invece lega la musica di Perosi ai modelli profani imperanti del suo tempo, cioè l'opera post-verdiana e verista. Ci sono anzi differenze fondamentali, prima fra tutte quella che riguarda il rapporto tra testo e musica. Per Perosi non è pensabile che il suono sia una variabile indipendente alla quale assoggettare le parole: per lui il testo è "sacro", nel senso religioso del termine (avendo a che fare con la parola di Dio), oltre che rappresentazione di una realtà umana sempre viva. La sua musica è perciò una sorta di "lettura" illuminata, che risulta espressiva in quanto il testo è capace di ispirare all'autore suggestioni e tonalità affettive.
Per questi motivi è controversa la collocazione di Perosi tra gli esponenti della cosiddetta Giovane Scuola italiana, da alcuni sostenuta.
La musica sacra contemporanea deve molto all'influenza delle idee di Perosi: egli non disprezzava la modernità presente nella musica colta contemporanea, ma esigeva che di essa sopravvivessero nel canto liturgico solo "gli accenti di bontà, gravità, serietà".
Più in generale, l'artista è stato un testimone ed interprete del suo tempo e, tra la fine dell'Ottocento e la prima metà del Novecento è stato, come pochi tra i suoi contemporanei, al centro di una vulcanica attività creativa.

## Stile
Negli oratori di Perosi si fondono tracce veristiche, richiami alla grande polifonia rinascimentale, costruzioni barocche e ispirazioni gregoriane. Esordì con la cantata In coena Domini il cui successo gli procurò un'immediata fama e popolarità.
Scrisse anche molta musica liturgica, soprattutto messe (oltre 50) e mottetti (oltre 300).
In quest'ambito il linguaggio di Perosi, lungi da ogni eco romantica, si caratterizza per uno stile polifonico scorrevole sorretto da una spontanea freschezza melodica.

## Composizioni

### Oratori
- La passione di Cristo secondo S. Marco (1897)
- La trasfigurazione di Cristo (1898)
- La risurrezione di Lazzaro (1898)
- La risurrezione di Cristo (1898)
- Il Natale del Redentore (1899)
- L'entrata di Cristo in Gerusalemme (1900)
- La strage degli innocenti (1900)
- Mosè (1901)
- Stabat Mater (1904)
- Il giudizio universale (1904)
- Dies Iste (1904)
- Transitus Animae (1907)
- In patris memoriam (1909)
- Vespertina Oratio (1912)
- Le Sette Parole di Nostro Signore Gesù Cristo sulla Croce (1913)
- La Samaritana (1913)
- In diebus tribulationis (1916)
- Il sogno interpretato (1928)
- In fratris memoriam (1930)
- In Transitu Sancti Patris Nostri Francisci (1937)
- Natalitia (1937)
- Il Nazareno (1950)

### Messe
- Missa Patriarchalis per quattro voci miste
- Missa in honorem Beati Caroli in rito ambrosiano per cinque voci dispari
- Missa Davidica per tre voci maschili (1894)
- Missa In Honorem Ss. Gervasii et Protasii (1895)
- Missa “Te Deum Laudamus” per due voci pari (1897)
- Missa Eucharistica per quattro voci miste (1897)
- Missa Prima Pontificalis (1896)
- Messa da Requiem per tre voci maschili (1897)
- Messa a tre voci maschili (denominata comunemente "Cerviana" essendo dedicata a Luigi Cervi) (1898)
- Missa “Benedicamus Domino” (1899)
- Missa Secunda Pontificalis (1906)

### Musica strumentale
- Piccola sonata per violino e pianoforte (1900)
- Tema con variazioni per violino e pianoforte (1914)
- "Le cinque ore di Londra" (1923, Poemetto per violoncello e pianoforte)
- 16 Quartetti d'archi (1928 - 1931)
- 4 Quintetti per pianoforte e archi (1931)
- 3 Trii per archi (1928)
- Concerto per solo di violino con accompagnamento di corni e archi (1903)
- Concerto per solo di violino con accompagnamento d'orchestra (1916)
- Concerto per pianoforte e orchestra in la minore (1916)
- Concerto per clarinetto e orchestra (1930)
- Adagio in do per orchestra (1900 ca.)
- Scherzo in la maggiore per orchestra (1901)
- Tema variato per orchestra (1903)
- vari preludi e pezzi per organo, harmonium e pianoforte

### Musica sinfonica
- La passione di Cristo secondo San Marco (trilogia sacra per soli, coro e orchestra).
- 9 Suites orchestrali dedicate ciascuna ad una città italiana tra cui "Venezia" (n. 2), "Messina" (n. 4) "Tortona" (n. 5), "Milano" (n. 6) e "Torino" (n. 7).
- Tema Variato, per orchestra
- "Dormi, non piangere, Poema Sinfonico

### Musica vocale
- Stabat mater (1902)
- In patris memoriam (1910 al Teatro di San Carlo di Napoli diretta da Cleofonte Campanini)
- Natalitia (1937, Cantata per tenore, coro e orchestra)
- Ave Maria per 2 voci pari
- Magnificat per basso solo, coro e organo
- Alcuni mottetti, fra cui Domine, salvum me fac, Cantabo Domino, In coena Domini, Tu es Petrus, Oremus Pro Pontifice, Pange Lingua, Sacerdos et Pontifex, Ave verum corpus
- Alcuni salmi, fra cui Beatus vir, Laudate Pueri, Dixit Dominus, Miserere

### Laude popolari
Perosi compose anche alcune lodi religiose "popolari", eseguite regolarmente e conosciutissime anche oggi, fra le quali:
- Lodate Maria
- Mille volte benedetta
- Mondo, più per me non sei
- Noi siam figli di Maria
- Pietà Signor
- Sei pura, sei pia

## Onorificenze

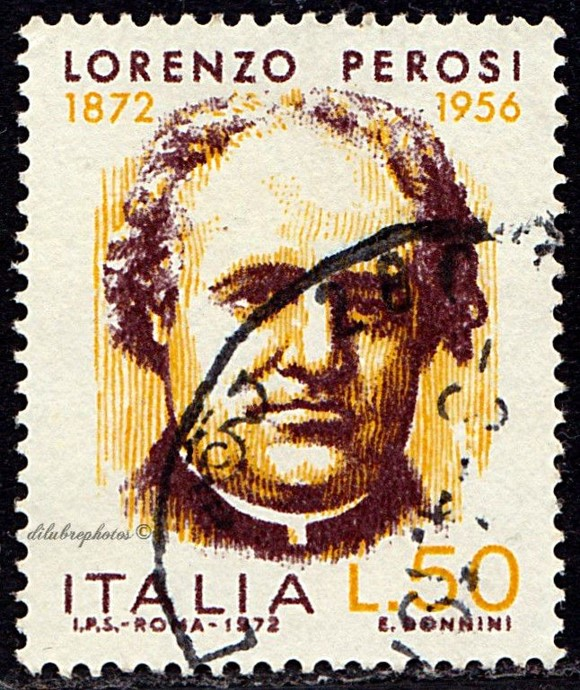

Nel 1953 l'Accademia dei Lincei gli ha assegnato il Premio Feltrinelli per le Arti.

## Intitolazioni
- A Lorenzo Perosi è intitolato il Conservatorio statale di musica della città di Campobasso.

- A Tortona esiste un'Accademia Perosi, fondata nel 1907. Erede di una scuola esistente fin dal 1838, ad essa è legato il Festival che, dal 1995, ogni anno è organizzato a cura dell'Ente Festival Perosiano.

- È presente nel quartiere Barriera di Milano, a Torino, una via a lui dedicata.

## Influenza culturale
Dal 1900 a 1907, molte prime importanti delle opere di Perosi avevano luogo al Salone Perosi a Via San Barnaba, 46, a Milano (oggi la Chiesa di S. Maria della Pace). Fra le esecuzioni storicamente importanti fu la prima mondiale dell'oratorio Mosè, sotto la direzione di Toscanini (maggio 1901).
Nella basilica santuario di Częstochowa della "Madonna nera", in Polonia, ogni pomeriggio, nel corso della cerimonia dedicata alla Vergine Maria, viene eseguito un inno composto da Perosi nel 1909.
Il maestro Perosi ha composto anche alcuni inni su parole del poeta italo-albanese P. Leonardo De Martino M.O.R. (1840-1923), missionario in Albania:
- La stella polare del secolo XX - Preludio della Gran Festa giubilare mondiale dell'8 dicembre 1904, cinquantenario del dogma dell'Immacolata Concezione da celebrarsi dal Regnante Sommo Pontefice Leone XIII, Inno, Portici, 1904;
- Inno a Gesù Redentore e Re dei secoli e al glorioso Pontefice Leone XIII, Montecalvo Irpino, 1901.

A lui viene attribuita la composizione dell'Inno a Gesù Bambino Dormi e non piangere, ma ciò è sbagliato, in quanto questo inno è stato composto nella seconda metà del Settecento da Saverio Mattei (Montepaone 1742 - Napoli 1795), musicista e critico musicale nonché letterato, giureconsulto e poeta di corte, soprannominato "il Beccaria Calabrese".

### In italiano
- Andrea Amadori, Lorenzo Perosi: Documenti e inediti (1999) ISBN 88-7096-233-4 Sito dedicato: www.lorenzoperosi.com
- Adriano Bassi, Don Lorenzo Perosi: L'uomo, il compositore e il religioso (1994) ISBN 88-7514-708-6
- Massimo Bruni, Lorenzo Perosi, il Cantore Evangelico (Con uno scritto di Gianandrea Gavazzeni) (Torino, 1972)
- Mons. Egisto Cortesi, Lorenzo Perosi in Valdinievole (1991)
- Adelmo Damerini, Lorenzo Perosi (1953)
- Matteo Glinski, Lorenzo Perosi (1953)
- Don Teodoro Onofri, Lorenzo Perosi nei giorni imolesi (1977)
- Sergio Pagano, L'epistolario 'vaticano' di Lorenzo Perosi (1867-1956) (1996) ISBN 88-211-9120-6
- Arcangelo Paglialunga, Lorenzo Perosi (1952)
- Mario Rinaldi, Lorenzo Perosi (1967)
- Marino Sanarica, Lorenzo Perosi (Rimini, 1999) ISBN 88-8049-161-X
- Graziella Merlatti, Lorenzo Perosi, una vita tra genio e follia (Àncora, 2006 - Collana: Testimoni del nostro tempo) ISBN 88-514-0330-9
- Elena Enrico, Francesco Cerrato, Lorenzo Perosi - Il nuovo trovatore (con prefazione di Arturo Sacchetti) sceneggiatura "Lo Spettattore" Asti 2008)
- Fulvio Berti, Mi voglia bene... Lorenzo Perosi nei documenti dell'archivio del conte Francesco Lurani Cernuschi con brani inediti, Associazione Giuseppe Serassi, 2020.

### In tedesco
- Helmut Hesse: Lorenzo Perosi. Sein Leben und seine Musik. In Musica Sacra, vol. 101, 1981, libro 5, p. 343-349.

### In inglese
- Leonardo Ciampa, Don Lorenzo Perosi (AuthorHouse, 2006) ISBN 978-1-4259-3440-8